# Hannappes
Hannappes je francouzská obec v departementu Ardensko v regionu Grand Est. Žije zde 134 obyvatel.

## Poloha obce
Obec leží  na severozápadě departementu Ardensko u hranic s departementem Aisne, tedy i u hranic regionu Grand Est s regionem Hauts-de-France.

### Sousední obce
| Růžice kompasu |                            | Bossus-lès-Rumigny |  | Růžice kompasu |
| Růžice kompasu | Logny-lès-Aubenton (Aisne) | Sever              |  | Růžice kompasu |
| Růžice kompasu | Logny-lès-Aubenton (Aisne) | Hannappes          |  | Růžice kompasu |
| Růžice kompasu | Logny-lès-Aubenton (Aisne) | Jih                |  | Růžice kompasu |
| Růžice kompasu |                            | Rumigny            |  | Růžice kompasu |